# 大蓝蛛
大蓝蛛（学名：Pterinopelma sazimai）也称亮蓝色狼蛛，是蜘蛛目捕鸟蛛科的一种，体型较大，多毛，身体大部分呈蓝色。分布于巴西东部巴伊亚州沙帕达·迪亚曼蒂纳国家公园。2012年被国际物种勘测协会评为“十大新物种”之一。